# Virgil Ioan
Virgil Ioan (ur. w 1908 w Fokszanach, zm. w 1986) – rumuński lekkoatleta, wieloboista, płotkarz i sprinter. Reprezentant kraju na Letnich Igrzyskach Olimpijskich 1928 – nie ukończył dziesięcioboju. Swój rekord życiowy w tej konkurencji (5148 pkt. według dzisiejszej punktacji) ustanowił w 1928.
Sześciokrotny rekordzista kraju:
- bieg na 400 metrów przez płotki – 1:00,0 (10 lipca 1926, Bukareszt)[1]
- Dziesięciobój lekkoatletyczny – 5672,210 pkt. (21 czerwca 1928, Bukareszt)[2]
- bieg na 400 metrów – 51,4 (26 sierpnia 1928, Bukareszt)[3]
- sztafeta 4 × 400 metrów – 3:44,2 (20 września 1928, Bukareszt)[4]
- sztafeta 4 × 400 metrów – 3:37,8 (6 maja 1929, Bukareszt)[4]
- bieg na 400 metrów przez płotki – 59,4 (13 lipca 1929, Lwów)[1]